# Beccarianthus acutifolius
Beccarianthus acutifolius är en tvåhjärtbladig växtart som först beskrevs av Rudolf Mansfeld, och fick sitt nu gällande namn av J.F. Maxwell. Beccarianthus acutifolius ingår i släktet Beccarianthus och familjen Melastomataceae. Inga underarter finns listade i Catalogue of Life.